# أيرس يوهانسن
أيرس يوهانسن (بالإنجليزية: Iris Johansen)‏ (7 أبريل 1938، سانت لويس في الولايات المتحدة)؛ كاتِبة وروائية أمريكية.

## روابط خارجية
- أيرس يوهانسن على موقع IMDb (الإنجليزية)
- أيرس يوهانسن على موقع قاعدة بيانات الفيلم (الإنجليزية)